# Joseph Engleman
Joseph Engleman död 1949, engelsk kompositör. 

## Filmmusik
- 1951 - Livat på luckan
- 1950 - Två trappor över gården
- 1949 - Kuckelikaka
- 1948 - Olympia St. Moritz 1948